# Шестьдесят четыре деревни к востоку от реки Амур

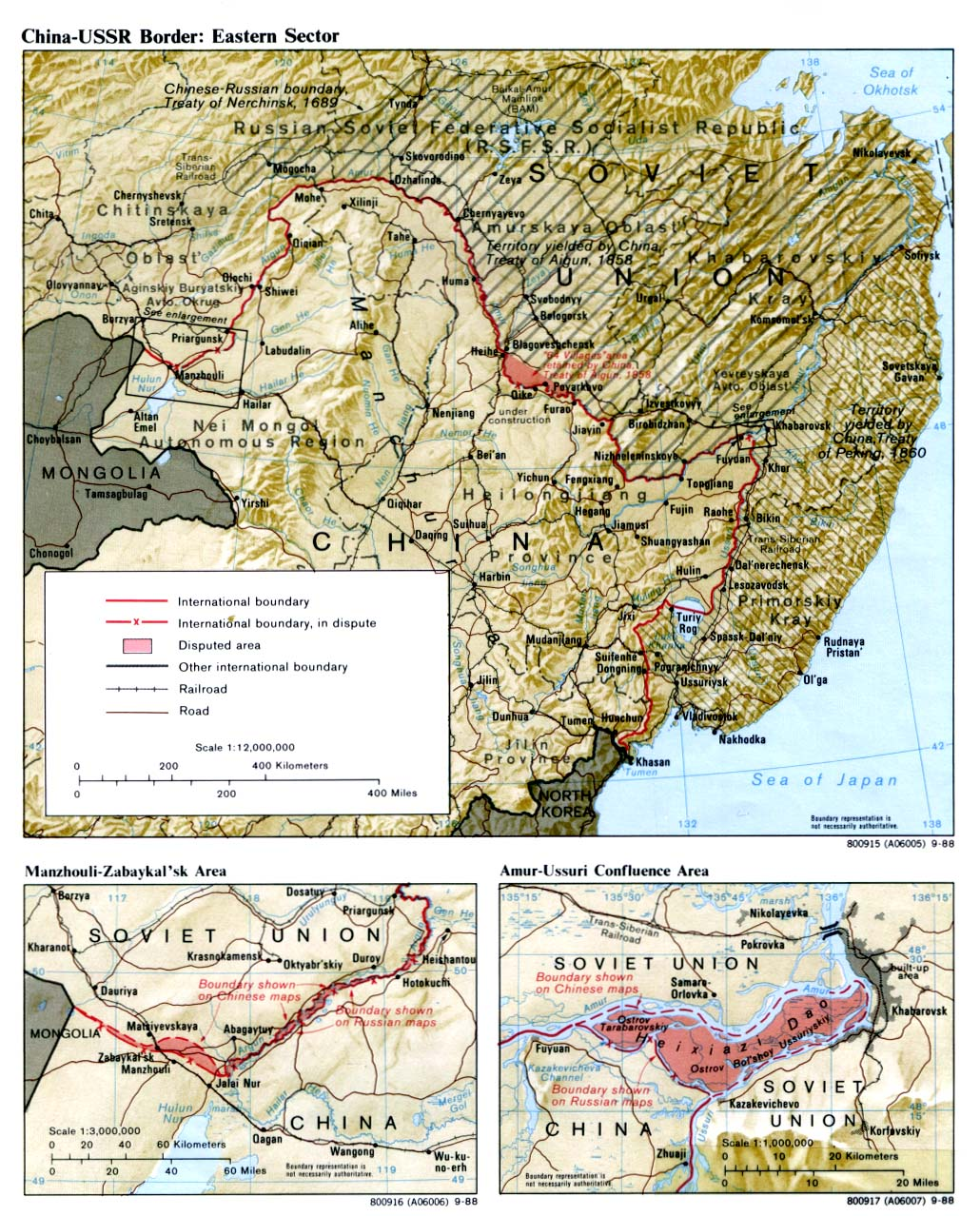
Шестьдесят четыре деревни к востоку от реки Амур на противоположном берегу от Хэйхэ и Благовещенска, красная область на верхней карте.

Шестьдесят четыре деревни к востоку от реки Амур (кит. трад. 江東六十四屯, упр. 江东六十四屯, пиньинь Jiāngdōng liùshísì tún, палл. Цзяндун лю-ши-сы тунь) расположены на северном берегу Амура, напротив Хэйхэ и на восточном берегу реки Зея, напротив Благовещенска. Площадь территории 3600 км².

## История
По Айгунскому договору 1858 года, подписаному китайской династией Цин и Российской империей, земли к северу от Амура были переданы России. 

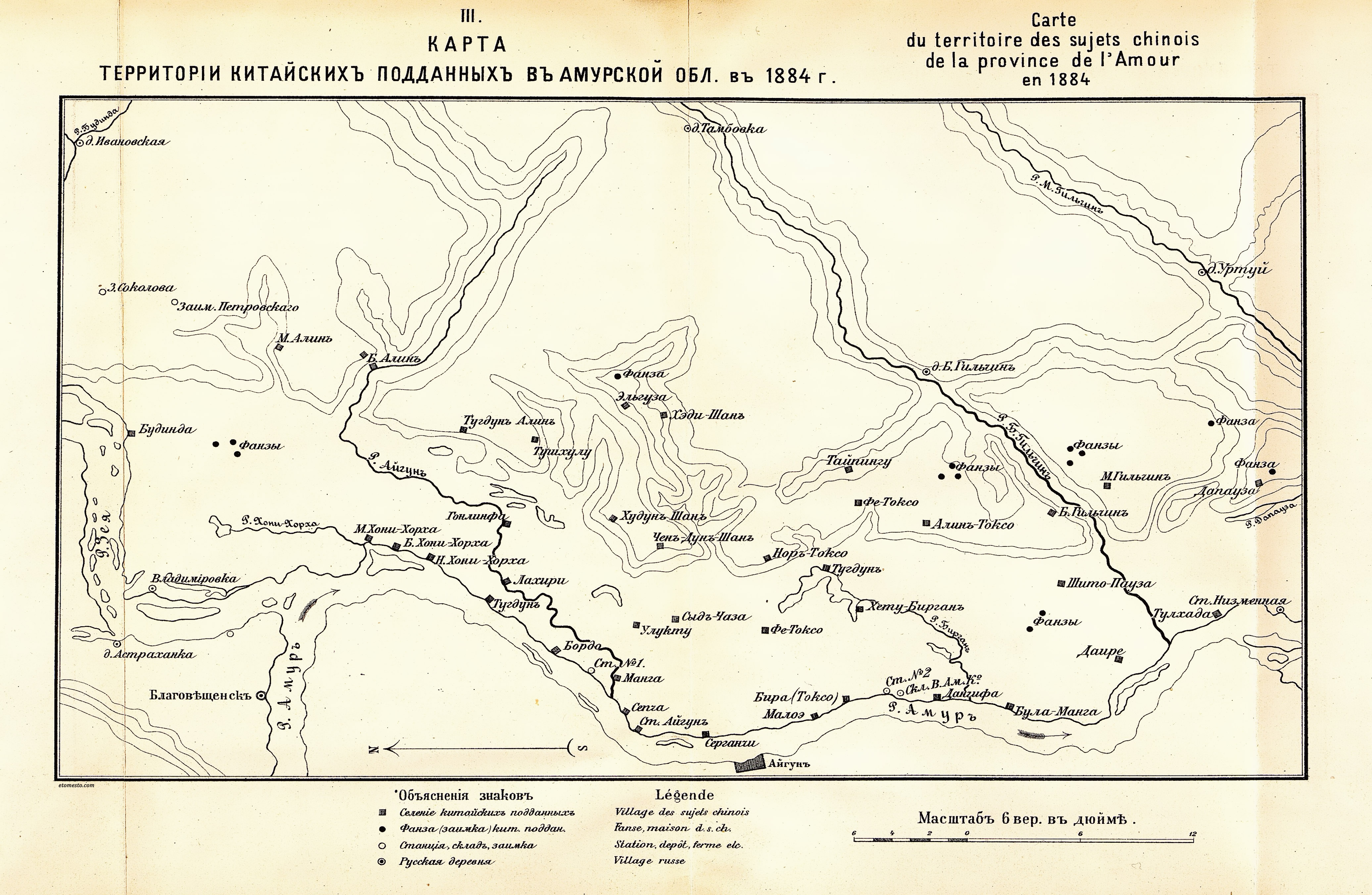
Территории в Амурской области, населённые китайскими подданными. Карта составлена по данным переписи 1897.

Однако маньчжурские жители (подданные Китая), жившие на левом берегу Амура, получали право остаться жить на российской территории.
Во время боксёрского восстания в 1900 году Россия направила свои войска оккупировать 64 деревни и заставила людей пересечь Амур и переселиться в Китай.
В настоящее время большая часть этой территории относится к Благовещенскому и
Тамбовскому районам Амурской области.

## Позиция Китайской Республики
Китайская Республика, преемник Цинской империи, никогда не признавала законной русскую аннексию. По Советско-китайскому договору о границе 1991 года Китайская Народная Республика отказалась от претензий на эту территорию. Вместе с тем Китайская Республика, с 1949 года контролирующая только Тайвань и прилегающие острова и не признанная ни Российской Федерацией, ни Китайской Народной Республикой, никогда не отказывалась от суверенитета над этой областью и не признаёт никаких пограничных соглашений, подписанных КНР с любыми другими странами, из-за ограничений, установленных статьей 4 Конституции Китайской Республики и разделом 5 статьи 4 Дополнительных статей Конституции Китайской Республики.